# Ionizzazione chimica (spettrometria di massa)
In spettrometria di massa la ionizzazione chimica è un tipo di ionizzazione che produce scarsa frammentazione (ionizzazione soft).
Le tecniche di ionizzazione soft sono state sviluppate perché con la ionizzazione elettronica a volte non era visibile lo ione molecolare (ad esempio negli ftalati).
Comunemente si indica come CI (dall'inglese chemical ionization).

## Meccanismo
La ionizzazione chimica avviene ionizzando con lo stesso metodo della ionizzazione elettronica un gas reagente a pressioni relativamente alte, come il metano, l'isobutano e l'ammoniaca. Negli strumenti a trappola ionica si possono usare anche vapori di acetonitrile o metanolo. L'ammoniaca è efficiente anche per la formazione di ioni negativi, l'acetonitrile serve a individuare il doppio legame nelle olefine.
Dalla ionizzazione del gas si forma un plasma che ionizza le molecole del campione (ionizzazione secondaria).
Specie ioniche presenti in un plasma di metano possono essere ad esempio:
M + [CH5]+ → [MH]+ + CH4
M + [C2H5]+ → [M + C2H5]+
M + [C3H5]+ → [M + C3H5]+
M + [C2H5]+ → [M - H]+ + C2H6